# Bloomberg Tower

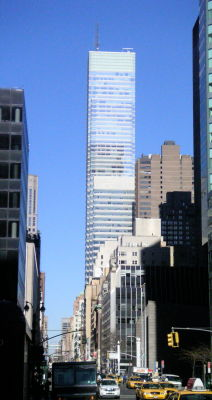
Vedere a clădirii din februarie 2008

Bloomberg Tower (numită și One Beacon Court) este o clădire de 54 etaje (246 m) ce se află în New York City. Finisată în 2000 după un proiect de Cesar Pelli și asociații săi, este în prezent a 14-a clădire ca înălțime din New York City și a 42-a din SUA.